# Edvard Westman
Pour les articles homonymes, voir Westman.
Gustav Edvard Westman, né à Gävle le 16 mai 1865 et mort à Kapellskär le 23 septembre 1917, est un peintre suédois. Il a obtenu une mention honorable à l'Exposition universelle de Paris en 1889.

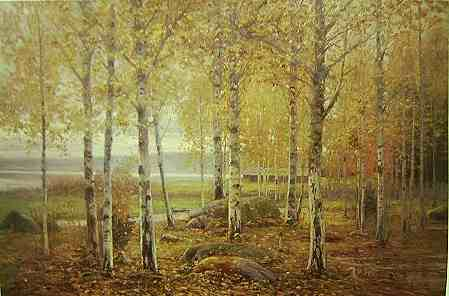
Paysage par Edvard Westman.